# Lee Carsley
Lee Kevin Carsley (Birmingham, Inglaterra, 28 de febrero de 1974) es un exfutbolista y entrenador irlandés. Jugaba de centrocampista y desde julio de 2021 dirige a la selección sub-21 de Inglaterra.

## Carrera

### Como jugador
Carsley comenzó su carrera en el Derby County F. C. e hizo su debut en una victoria por 6-1 en la fase de grupos de la Copa Anglo-Italiana sobre el A. S. Cesena el 6 de septiembre de 1994. Permaneció allí hasta marzo de 1999 y abandonó el club tras haber disputado 166 partidos y marcado cinco goles.[cita requerida]
En marzo de 1999 se unió al Blackburn Rovers F. C. por una tarifa de £3,4 millones. A pesar de haber perdido rodaje con el entrenador Graeme Souness y de haber presentado una solicitud de transferencia, jugó hasta la temporada 2000-01, antes de dejar el equipo en diciembre de 2000.
El 1 de diciembre de 2000 fue fichado por el Coventry City F. C. y firmó un contrato por cuatro años y medio. A pesar de estar casi siempre presente bajo las órdenes de Gordon Strachan, no pudo evitar que el club sufriera el descenso a la Segunda División.
En febrero de 2002 fue transferido al Everton F. C. por una tarifa de £1.9 millones. Luego de ser parte fundamental del equipo comandado por David Moyes, abandonó el club al final de la temporada 2007-08 porque quería estar más cerca de su familia.
El 19 de mayo de 2008 firmó con el Birmingham City F. C. En su primera temporada ayudó al club a conseguir el segundo puesto y el ascenso directo a la Premier League. Abandonó el equipo al final de la siguiente campaña en la que sufrió varias lesiones y solo pudo jugar tres partidos como titular.
En julio de 2010 retornó al Coventry City y firmó un contrato por una temporada. Fue liberado al final de la campaña, lo que llevó a su retiro del fútbol profesional.

### Selección nacional
A lo largo de su carrera como futbolista, representó a la selección de Irlanda y la nacionalidad de su abuela (proveniente de Dunmanway, condado de Cork) fue fundamental para que tomara la decisión. En octubre de 1997 hizo su debut internacional en un empate contra Rumania en la clasificación para la Copa Mundial de 1998.
A pesar de haber participado solo en un encuentro en la clasificación para el Mundial 2002, fue seleccionado por Mick McCarthy para disputar la Copa Mundial de la FIFA. Hizo una sola aparición en el torneo, como sustituto de Mark Kinsella en los últimos minutos de una victoria por 3-0 ante Arabia Saudita.
El 7 de abril de 2004 decidió tomarse un descanso del fútbol internacional para centrarse en su familia y recuperar su lugar en el Everton F. C. El 13 de abril de 2006 decidió regresar a la selección, estando disponible para el siguiente partido frente a Chile en el mes de mayo en caso de ser convocado. En total, disputó 39 encuentros y no marcó ningún gol.

#### Participaciones en Copas del Mundo
| Mundial                        | Sede                  | Resultado        |
| ------------------------------ | --------------------- | ---------------- |
| Copa Mundial de Fútbol de 2002 | Corea del Sur y Japón | Octavos de final |

### Como entrenador
En julio de 2011 inició su carrera como entrenador al ser nombrado al frente del equipo sub-18 del Coventry City F. C. Tras la destitución del entrenador Andy Thorn el 26 de agosto de 2012, asumió como técnico interino del primer equipo. En esa misma temporada, fue nuevamente entrenador interino cuando Mark Robins dejó el club el 14 de febrero de 2013.
En julio de 2013 se unió al Sheffield United F. C. como asistente técnico, trabajando junto a David Weir, quien se había hecho cargo del club un mes antes. Después de una serie de malos resultados, fue despedido el 11 de octubre de 2013.
El 21 de octubre de 2014 fue nombrado director del equipo de desarrollo del Brentford F. C. El 28 de septiembre de 2015 fue ascendido como entrenador del primer equipo tras la marcha de Marinus Dijkhuizen. Luego de la designación de Dean Smith como técnico, su mandato finalizó el 30 de noviembre con un empate ante el Bolton Wanderers F. C.
En junio de 2017 regresó al Birmingham City para asumir el cargo de jefe de desarrollo profesional. Tras el despido del técnico Harry Redknapp el 16 de septiembre de ese año, fue nombrado como entrenador interino del primer equipo. Posteriormente asumió el papel de asistente del nuevo entrenador Steve Cotterill hasta su destitución en marzo de 2018.
En septiembre de 2020 fue anunciado como entrenador de la selección sub-20 de Inglaterra. El 27 de julio de 2021 fue puesto a cargo del seleccionado sub-21. El 8 de julio de 2023 obtuvo la Eurocopa Sub-21 al vencer a España por 1-0 en la final.
El 9 de agosto de 2024 asumió de manera interna al frente de la selección de Inglaterra luego de que Gareth Southgate dejara el cargo. El 16 de octubre se confirmó que sería reemplazado por Thomas Tuchel a partir de 2025. Entonces regresó a la selección sub-21 y ese mismo año ganó la Eurocopa Sub-21 por segunda vez.

## Clubes

### Como jugador
| Club                   | País       | Año       |
| ---------------------- | ---------- | --------- |
| Derby County F. C.     | Inglaterra | 1994-1999 |
| Blackburn Rovers F. C. | Inglaterra | 1999-2000 |
| Coventry City F. C.    | Inglaterra | 2001-2002 |
| Everton F. C.          | Inglaterra | 2002-2008 |
| Birmingham City F. C.  | Inglaterra | 2008-2010 |
| Coventry City F. C.    | Inglaterra | 2010-2011 |

### Como entrenador
| Club                               | País       | Año       |
| ---------------------------------- | ---------- | --------- |
| Coventry City F. C. (interino)     | Inglaterra | 2012      |
| Coventry City F. C. (interino)     | Inglaterra | 2013      |
| Brentford F. C.                    | Inglaterra | 2015      |
| Birmingham City F. C. (interino)   | Inglaterra | 2017      |
| Inglaterra sub-20                  | Inglaterra | 2020-2021 |
| Inglaterra sub-21                  | Inglaterra | 2021-     |
| Selección de Inglaterra (interino) | Inglaterra | 2024      |

## Palmarés

### Como entrenador

#### Títulos internacionales
| Título          | Equipo            | Sede              | Año  |
| --------------- | ----------------- | ----------------- | ---- |
| Eurocopa Sub-21 | Inglaterra sub-21 | Georgia · Rumania | 2023 |
| Eurocopa Sub-21 | Inglaterra sub-21 | Eslovaquia        | 2025 |